# José Aloísio da Silva
José Aloísio da Silva (Atalaia, Alagoas, 27 de enero de 1975) es un exjugador de fútbol brasileño. Aunque la mayor parte de su carrera como profesional la desarrolló en su país, tuvo también la oportunidad de jugar en Francia, Rusia y Catar.

## Trayectoria

### Clubes
| Club                | País    | Año       |
| ------------------- | ------- | --------- |
| Flamengo            | Brasil  | 1994-1995 |
| Guaraní             | Brasil  | 1996-1997 |
| Goiás               | Brasil  | 1997-1999 |
| Saint-Étienne       | Francia | 1999-2001 |
| París Saint-Germain | Francia | 2001-2003 |
| Rubin Kazán         | Rusia   | 2003-2004 |
| Atlético Paranaense | Brasil  | 2005      |
| São Paulo           | Brasil  | 2005-2008 |
| Al-Rayyan           | Catar   | 2008-2009 |
| Vasco da Gama       | Brasil  | 2009      |
| Ceará               | Brasil  | 2010      |
| Brasiliense         | Brasil  | 2010      |
| Brusque FC          | Brasil  | 2011      |
| Regatas Brasil      | Brasil  | 2011-2012 |
| Francana            | Brasil  | 2013      |
| Gama                | Brasil  | 2013      |
| Santa Rita          | Brasil  | 2013      |
| Sport Atalaia       | Brasil  | 2014      |
| Ipanema Alagoas     | Brasil  | 2015      |
| Grêmio Maringá      | Brasil  | 2015      |
| Comercial           | Brasil  | 2016      |
| Sete de Dourados    | Brasil  | 2016      |
| Nova Conquista      | Brasil  | 2017      |

## Controversia sobre su pasaporte portugués
En febrero de 2001 fue denunciado por utilizar un pasaporte portugués falsificado, presuntamente para no ocupar cupo de extranjero. Si bien recibió una sanción deportiva por el hecho, el futbolista no recibió condena penal.

## Palmarés

### Campeonatos estaduales
| Título                | Club                | País   | Año  |
| --------------------- | ------------------- | ------ | ---- |
| Campeonato Goiano     | Goiás EC            | Goiás  | 1997 |
| Campeonato Goiano     | Goiás EC            | Goiás  | 1998 |
| Campeonato Goiano     | Goiás EC            | Goiás  | 1999 |
| Campeonato Paranaense | Atlético Paranaense | Paraná | 2005 |

### Campeonatos nacionales
| Título  | Club             | País   | Año  |
| ------- | ---------------- | ------ | ---- |
| Serie A | São Paulo FC     | Brasil | 2006 |
| Serie A | São Paulo FC     | Brasil | 2007 |
| Serie A | São Paulo FC     | Brasil | 2008 |
| Serie B | CR Vasco da Gama | Brasil | 2009 |

### Copas internacionales
| Título            | Club         | Sede     | Año  |
| ----------------- | ------------ | -------- | ---- |
| Mundial de Clubes | São Paulo FC | Yokohama | 2005 |